# Reinhard von Hanau (Kanoniker)
Reinhard von Hanau (* zwischen 1330 und 1340; † Anfang 15. Jh.) war Kleriker in den Bistümern Würzburg und Mainz.

## Abstammung
Reinhard von Hanau wurde als jüngerer Sohn Ulrichs III. von Hanau (* ca. 1310; † 1369/70) und der Gräfin Adelheid von Nassau († 8. August 1344), Tochter des Grafen Gerlach I. (Nassau) geboren. Das Geburtsjahr ist unbekannt und kann nur aufgrund des Hochzeitsdatums seiner Eltern (1327 oder später) und des Todes seiner Mutter (1344) geschätzt werden.
Aufgrund der in der Familie geübten Primogenitur folgte ausschließlich sein ältester Bruder, Ulrich IV. (* 1330/1340; † 1380), dem Vater in der Regierung. Reinhard musste als jüngerer Bruder auf andere Weise standesgemäß versorgt werden, wofür sich eine geistliche Karrieren anbot.

## Karriere
Aus seiner kirchlichen Karriere sind bekannt
- 1386 Rektor der Kirche in Wertheim
- 1387 Studium in Bologna[1]
- 1387 Erzdiakon und Kanoniker in Würzburg
- 1389 Kanoniker in Mainz[2]
- 1400 tauscht er (gegen welche Gegenleistung ist nicht bekannt) die Stelle des Erzdiakons mit Günther von Schwarzburg und das Würzburger Kanonikat mit Albrecht von Schwarzburg. Mit in der Tauschmasse wird auch die Pfarrstelle an St. Martin in Veitshöchheim genannt.[3]

Ein in der heimatgeschichtlichen Literatur aufgekommenes Gerücht, Reinhard sei auch in Wirtheim bepfründet gewesen, ist unzutreffend.
Weiter ist von ihm bekannt, dass er im Jahr 1387 mit seinem Onkel, Ludwig von Hanau, einen Altar gegen eine Domherrenstelle in Würzburg tauscht.

## Tod
Reinhard ist im Jahr 1400 noch als lebend nachgewiesen.

## Vorfahren
| Ahnentafel des Reinhard von Hanau | Ahnentafel des Reinhard von Hanau                                                                     | Ahnentafel des Reinhard von Hanau                                                                            | Ahnentafel des Reinhard von Hanau                                                   | Ahnentafel des Reinhard von Hanau                                                                            | Ahnentafel des Reinhard von Hanau | Ahnentafel des Reinhard von Hanau |
| --------------------------------- | --- | --- | ----------------------------------------------------------------------------------- | --- | --------------------------------- | --------------------------------- |
| Urgroßeltern                      | Ulrich I. von Hanau (* 1250/60; † 1305/06) ⚭ Elisabeth von Rieneck-Rotenfels (* ca. 1260; † ca. 1300) | Kraft I. von Hohenlohe-Weikersheim (nachgewiesen 1260–1312) 2. ⚭ vmtl. Margarethe von Truhendingen-Dillingen | König Adolf von Nassau (1255 - † 1298) ⚭ Imagina von Isenburg-Limburg († nach 1313) | Landgraf Heinrich d. J. von Hessen (* ca. 1264; † ca. 1298) ⚭ Agnes von Bayern (* ca. 1276/1277; † ca. 1340) |                                   |                                   |
| Großeltern                        | Ulrich II. von Hanau (* 1280; † 1346) ⚭ Agnes von Hohenlohe-Weikersheim (* vor 1295; † 1342/44)       | Ulrich II. von Hanau (* 1280; † 1346) ⚭ Agnes von Hohenlohe-Weikersheim (* vor 1295; † 1342/44)              | Gerlach I. von Nassau (nachgewiesen 1288–1361) ⚭ Agnes von Hessen († 1322)          | Gerlach I. von Nassau (nachgewiesen 1288–1361) ⚭ Agnes von Hessen († 1322)                                   |                                   |                                   |
| Eltern                            | Ulrich III. von Hanau ⚭ Adelheid von Nassau († 1344)                                                  | Ulrich III. von Hanau ⚭ Adelheid von Nassau († 1344)                                                         | Ulrich III. von Hanau ⚭ Adelheid von Nassau († 1344)                                | Ulrich III. von Hanau ⚭ Adelheid von Nassau († 1344)                                                         |                                   |                                   |
| Reinhard von Hanau                | | |                                                                                     | |                                   |                                   |

## Verweise
1. ↑  Hollmann, S. 377
2. ↑  Hollmann, S. 377
3. ↑  Rep. Germanicum, Sp. 1016
4. ↑  Dudek
5. ↑  Wachter

| Personendaten    | Personendaten          |
| ---------------- | ---------------------- |
| NAME             | Hanau, Reinhard von    |
| KURZBESCHREIBUNG | Kleriker               |
| GEBURTSDATUM     | zwischen 1330 und 1340 |
| STERBEDATUM      | um 1400                |